# Vuomajaure (Karesuando socken, Lappland)
Vuomajaure är en sjö i Kiruna kommun i Lappland och ingår i Torneälvens huvudavrinningsområde. Sjön har en area på 0,348 kvadratkilometer och ligger 556,1 meter över havet. Vuomajaure ligger i Torne och Kalix älvsystem Natura 2000-område. Sjön avvattnas av vattendraget Vuomatjuolmajåkka.

## Delavrinningsområde
Vuomajaure ingår i det delavrinningsområde (759850-171954) som SMHI kallar för Mynnar i Pulsujoki. Medelhöjden är 585 meter över havet och ytan är 39,23 kvadratkilometer. Det finns inga avrinningsområden uppströms utan avrinningsområdet är högsta punkten. Vuomatjuolmajåkka som avvattnar avrinningsområdet har biflödesordning 4, vilket innebär att vattnet flödar genom totalt 4 vattendrag innan det når havet efter 428 kilometer. Avrinningsområdet består mestadels av skog (28 procent), sankmarker (18 procent) och kalfjäll (49 procent). Avrinningsområdet har 0,4 kvadratkilometer vattenytor vilket ger det en sjöprocent på 1 procent.